# سروایور سریز (۲۰۱۴)
سروایور سریز (به انگلیسی: Survivor Series) یک رویداد غیر رایگان (Pay-Per-View) در کشتی حرفه‌ای می‌باشد که توسط کمپانی دبلیودبلیوئی تهیه می‌شود و این دوره اش هم در ۲۳ نوامبر ۲۰۱۴ در مجموعه ورزشی اسکات‌رید سنتر شهر سِین. لوییس ایالت میزوری برگزار شد و بیست و هشتمین سروایور سریز و یازدهمین رویداد سالانه دبلیودبلیوئی می‌باشد. دبلیودبلیوئی این رویداد را به عنوان پاداش برای ثبت نام کنندگان جدید شبکه دبلیودبلیوئی به صورت رایگان عرضه کرد. یکی از نکات قابل ذکر این رویداد حضور استینگ، قهرمان سابق دبلیوسی‌دبلیو و تی‌اِن‌اِی بود؛ فردی که برای مدتی طولانی صحبت از حضور وی در کمپانی بود.

## زمینه‌سازی
سروایور سریز شامل مسابقاتی بین دشمنی‌های موجود، ماجراهای پیش آمده و استوری‌هایی خواهد بود که پیش از این در برنامه‌های راو یا اسمک داون پخش شده بود. کشتی‌گیرها با توجه به مسابقات یا سری اتفاقاتی که برایشان رخ می‌دهد و تنش را به حد اکثر می‌رساند، نقش منفی یا قهرمان به خود می‌گیرند.
روءسا(و به‌طور مشخص تریپل اچ) که از پیروزی جان سینا در هِل این اِ سِل و بدست آوردن فرصت مجدد برای مبارزه با براک لزنر برای قهرمانی کمربند دبلیودبلیوئی سنگین‌وزن جهان ناراحت بودند او را به یک مسابقه سنتی تگ تیم نابودی در سروایور سریز به مبارزه طلبیدند. در راو ۳ نوامبر، وینس مک‌ماهون بازگشت و اعلام کرد در سروایور سریز اگر تیم روءسا ببازد روءسای کنونی(تریپل اچ و استفنی مک‌ماهون) دیگر در مسند قدرت نخواهند بود. بعدتر در همان شب، استفنی اعلام کرد که سِث رالینز به‌عنوان سرپرست تیم روءسا با حضور کین و رندی اورتن مقابل تیم سینا پیکار خواهد کرد؛ در همین حال، دالف زیگلر اعلام کرد که برای حذف تریپل اچ و استفنی از ریاست، مایل است در تیم سینا حضور یابد؛ بیگ شو هم این را اعلام کرد. در پایان این قسمت از راو، تریپل اچ بعد از اینکه اورتن بار دیگر به رالینز آرکِی‌او زد و به خود تریپل اچ هم حمله‌ور شد، او را از تیم روءسا حذف کرد. در همین قسمت از راو، روسِف برای قهرمانی کمربند ایالات متحده آمریکا با شیمس مسابقه داد و او را شکست داد تا قهرمان جدید این کمربند شود؛ این مسابقه به‌صورت انحصاری و فقط از شبکه دبلیودبلیوئی پخش شد.
در راو ۱۰ نوامبر، جان سینا اعلام کرد که دالف زیگلر و جک سوئگر به تیم سینا می‌پیوندند. او رایبک را هم فراخواند که به او بپیوندد ولی رایبک پس از اغوا شدن توسط اِچ و استفنی ناگهان به سینا حمله کرد و به تیم روءسا پیوست. مشخص شد که مارک هنری هم به تیم روءسا پیوسته؛ طی مسابقه هنری و زیگلر در همان شب، ناگهان بیگ شو به هنری حمله کرد و سپس اعلام کرد که به تیم سینا پیوسته است. شیمس که در حال مسابقه با روسِف برای پس گرفتن کمربند ایالات متحده‌اش بود، وقتی بیرون رینگ بود محافظان سث رالینز او را نگه داشتند تا داور با شمارش معکوس، روسف را برنده اعلام کند. بعد از این مسابقه، سینا به زیگلر گفت که سوئگر نمی‌تواند مسابقه دهد ولی بیگ شو به جای او آمده که در این لحظه شیمس هم به تیم سینا پیوست تا آن‌ها فقط به یک نفر دیگر نیاز داشته باشند. لانا پس از تأیید روسِف به درخواست استفنی مبنی بر پیوستن روسِف به تیم روءسا جواب مثبت داد. در مسابقه اصلی این قسمت از راو، جان سینا با رایبک مسابقه داد که پس از دخالت بیجای کین، رایبک عصبی شد و به کین و سایر اعضای تیم روءسا حمله کرد و صحنه را ترک کرد؛ تریپل اچ و استفنی در پشت صحنه مشغول تماشای مسابقه از تلویزیون بودند که ناگهان دالف زیگلر به درون اتاق پرتاب شد؛ مشخص شد که این کارِ لوک هارپر بود که وارد شد و گفت می‌خواهد عضوی از تیم روءسا باشد. در راو ۱۰ نوامبر اعلام شد که وایت و امبروز در سروایور سریز مقابل هم قرار می‌گیرند. در راو ۱۷ نوامبر، لوک هارپر برای کمربند قهرمانی بین قاره‌ای مقابل دالف زیگلر قرار گرفت؛ در ابتدای مسابقه، رالینز به همراه دو محافظش یعنی جیمی نوبل و جویی مرکوری به زیگلر حمله کردند و پس از آن هارپر با او مبارزه کرد و سرانجام برنده کمربند شد. بعدتر در همان شب، استفنی، شیمس و بیگ شو را برای بدست آوردن یک شانس برای مبارزه بر سر کمربند قهرمانی دبلیودبلیوئی سنگین‌وزن جهان مقابل هم قرار داد که مسابقه با حمله روسف به بیگ شو و حمله مارک هنری به شیمس نیمه تمام ماند؛ شیمس به دلیل مصدومیت از تیم سینا حذف شد. در بخش پایانی که برای امضای قرارداد بین دو کاپیتان بود، سینا هنوز دو نفر دیگر در تیمش نیاز داشت؛ در این لحظه بود که رایبک و سپس اریک روئن به تیم ملحق شدند و در پایان هم سینا به تریپل اچ AA زد.
در هِل این اِ سِل، بری وایت به دین امبروز که مشغول مسابقه با سث رالینز در داخل قفس بود حمله کرد و باعث شکست امبروز شد. در راو ۱۰ نوامبر اعلام شد که وایت و امبروز در سروایور سریز مقابل هم قرار می‌گیرند.

## نتایج
| #                                                                                                 | نتایج | نوع مسابقه | مدت زمان |
| ------------------------------------------------------------------------------------------------- | --- | --- | -------- |
| ۱پ                                                                                                | فاندانگو (با همراهی رزا مندز) پیروز مقابل جاستین گابریل | مسابقه تک نفره | 3:18     |
| ۲پ                                                                                                | جک سوئگر (با همراهی زِب کُلتِر) پیروز مقابل سِزارو | مسابقه تک نفره | 5:34     |
| ۳                                                                                                 | د میز و دیمین میزداو پیروز مقابل گُلداست و استارداست (c), د اوسوس (جیمی و جِی اوسو) و لُس ماتادورِس (دیگو و فرناندو) (با همراهی اِل توریتو)                                                                                  | مسابقه تگ تیم چهارجانبه مرگبار برای قهرمانی کمربندهای تگ تیم | 15:25    |
| ۴                                                                                                 | تیم فاکس (آلیشا فاکس، اِما، نِیومی و ناتالیا)(با همراهی تایسون کید) مقابل تیم پِیج (پِیج، کامرون، لیلا و سامر ری)<1 | مسابقه سنتی تگ تیم نابودی ۴ به ۴ دیواز سروایور سریز | 14:35    |
| ۵                                                                                                 | بری وایت پیروز مقابل دین امبروز با سلب صلاحیت | مسابقه تک نفره | 14:00    |
| ۶                                                                                                 | آدام رز و بانی پیروز مقابل اسلِیتر گِیتور (هیث اسلیتر و تایتوس اونیل) | مسابقه تگ تیم | 2:36     |
| ۷                                                                                                 | نیکی بِلا (با همراهی بری بِلا) پیروز مقابل ای‌جی لی (c) | مسابقه تک نفره برای قهرمانی کمربند دیواز | 0:33     |
| ۸                                                                                                 | تیم سینا (جان سینا، دالف زیگلر، بیگ شو، اریک روئن و رایبک)(با همراهی استینگ) پیروز مقابل تیم روءسا (سِث رالینز، کین، مارک هنری، روسِف و لوک هارپر) (با همراهی تریپل اچ، استفنی مک‌ماهون، جیمی نوبل و جویی مرکوری و لانا) 2 | مسابقه سنتی تگ تیم نابودی ۵ به ۵ سروایور سریز؛ به دلیل شکست تیم روءسا، روءسا(تریپل اچ و استفنی) دیگر از مقام قدرت برکنار شدند؛ در صورت باخت تیم سینا، غیر از جان سینا، بقیه اعضای تیمش از کمپانی اخراج می‌شدند. | 43:05    |
| - (c) – نشان‌دهنده قهرمان(هایی) است که به میدان می‌روند - پ – نشان‌دهنده این است که مسابقه در پری–شو | | |          |

### مسابقات نابودی سروایور سریز
^ 
| حذف شدگان      | کشتی‌گیر                          | تیم                              | توسط                             | نوع حرکت                                      | زمان                             |
| -------------- | -------------------------------- | -------------------------------- | -------------------------------- | --------------------------------------------- | -------------------------------- |
| 1              | کامرون                           | تیم پیج                          | نیومی                            | بعد از دریافت حرکت Backlund Bridge پین شد     | 06:12                            |
| 2              | لیلا                             | تیم پیج                          | آلیشا فاکس                       | بعد از دریافت tilt-a-whirl backbreaker پین شد | 09:29                            |
| 3              | سامر ری                          | تیم پیج                          | اِما                              | به حرکت Emma Lock تسلیم شد                    | 12:04                            |
| 4              | پیج                              | تیم پیج                          | نیومی                            | بعد از دریافت modified leg drop DDT پین شد    | 14:20                            |
| باقی‌مانده(ها): | آلیشا فاکس، اِما، نیومی و ناتالیا | آلیشا فاکس، اِما، نیومی و ناتالیا | آلیشا فاکس، اِما، نیومی و ناتالیا | آلیشا فاکس، اِما، نیومی و ناتالیا              | آلیشا فاکس، اِما، نیومی و ناتالیا |

^ 
| حذف شدگان       | کشتی‌گیر               | تیم                   | توسط                  | نوع حرکت                                                                 | Time                  |
| --------------- | --------------------- | --------------------- | --------------------- | ------------------------------------------------------------------------ | --------------------- |
| 1               | مارک هنری             | تیم روءسا             | بیگ شو                | بعد از دریافت Knock-out Punch پین شد                                     | 00:50                 |
| 2               | رایبک                 | تیم سینا              | روسف                  | بعد از دریافت Curb Stomp از رالینز و jumping side kick توسط روسف، پین شد | 08:10                 |
| 3               | روسف                  | تیم روءسا             | دالف زیگلر            | بعد از افتادن روی میز گزارشگران با شمارش معکوس حذف شد                    | 21:00                 |
| 4               | اریک روئن             | تیم سینا              | لوک هارپر             | بعد از دریافت حرکت Discus clothesline پین شد                             | 24:14                 |
| 5               | جان سینا              | تیم سینا              | سث رالینز             | بعد از دریافت Knock-out Punch از بیگ شو پین شد                           | 25:11                 |
| 6               | بیگ شو                | تیم سینا              | N/A                   | به‌طور عمد با شمارش معکوس، خود را حذف کرد                                 | 26:30                 |
| 7               | کین                   | تیم روءسا             | دالف زیگلر            | بعد از دریافت یک Superkick و یک Zig Zag پین شد                           | 29:35                 |
| 8               | لوک هارپر             | تیم روءسا             | دالف زیگلر            | با حرکت پین Roll-up پین شد                                               | 31:35                 |
| 9               | سث رالینز             | تیم روءسا             | دالف زیگلر            | بعد از دریافت Zig Zag و دخالت استینگ پین شد                              | 43:05                 |
| باقی مانده(ها): | دالف زیگلر (تیم سینا) | دالف زیگلر (تیم سینا) | دالف زیگلر (تیم سینا) | دالف زیگلر (تیم سینا)                                                    | دالف زیگلر (تیم سینا) |

## بازخورد
استینگ که در این رویداد بالاخره در دبلیودبلیوئی آغاز به کار کرد بیشترین بحث در شبکه‌های اجتماعی از جمله توییتر را به خود اختصاص داد. همچنین جیم راس که یکی از بزرگترین گزارشگران تاریخ کمپانی و آمریکا است شروع به کار استینگ و صحنه رویارویی استینگ و تریپل اچ را از صحنه‌هایی خواند که دیگر تکرار نخواهند شد.

## پسایند
شب بعد و در راو ۲۴ نوامبر، تریپل اچ و استفنی برای آخرین بار وارد رینگ شدند تا با مردم روبرو شده و به انتقاد از استینگ بپردازند که باعث شد قدرتشان را از دست بدهند. استفنی از ناراحتی به گریه افتاد و تریپل اچ مردم را ملامت کرد و دوباره گفت که راو بعد از دو یا سه هفته دچار هرج و مرج می‌شود و همه دوباره به او و همسرش منت خواهند کرد که برگردند. همین که آن‌ها در حال خروج از رینگ بودند دنیل براین در میان تعجب تماشاگران وارد میدان شد و برای تحقیر اچ و استفنی، در صورت آنها، تکیه کلام خود یعنی "!YES! YES! YES" را فریاد زد و اینکار را تا خروج کامل آن‌ها از میدان انجام داد. او سپس به رینگ برگشت و اعلام کرد که در آن شب، مسئولیت برنامه به او داده شده‌است. براین سپس اعضای تیم روءسا را فراخواند تا برنامه آن شب آن‌ها را به هر یک اعلام کند. او لوک هارپر را در مسابقه‌ای بر سر کمربند بین قاره‌ای مقابل دین امبروز قرار داد که این مسابقه با دخالت بری وایت و حمله وی به امبروز به پایان رسید؛ براین همچنین سِمت کین را از مسئول اجرایی به مسئول غذا و نوشیدنی تغییر داد و رایبک را مقابل هنری قرار داد که رایبک پیروز شد. براین از روسِف خواست یا در همان شب تعهد تابعیت را به همراه لانا درون رینگ قرائت کنند یا او باید در برابر همه ستارگان کمپانی در یک مسابقه بتل رویال از کمربند ایالات متحده خود دفاع کند. وقتی روسف و لانا وارد رینگ شدند تا اعتراض خود را اعلام کنند ناگهان پرچم آمریکا برافراشته شد و سارجنت اسلاوترِ پیر وارد شد؛ او لانا را مجبور کرد تا سوگند را به زبان بیاورد ولی روسف جلوی او را گرفت و می‌خواست او را تنبیه کند که جک سوئگر وارد شد و روسف از رینگ خارج شد. براین سرآخر، سث رالینز را در یک مسابقه سه به دو مقابل جان سینا و دالف زیگلر قرار داد و تعیین دو یار رالینز را به مردم سپرد(مارک هنری و کین، مارک هنری و لوک هارپر، جویی مرکوری و جیمی نوبل) که مردم به J&J رای دادند. سینا و زیگلر این مسابقه را بردند. در آخر هم مدیرکل یا جنرال منیجر ناشناس دوباره بازگشت و مایکل کول، ایمیل او را خواند که نوشته بود "جشن و مهمانی رسماً تمام شده و در دوشنبه هفته بعد، نظم و قانون به راو بازخواهد گشت". سپس مایکل کول به درون رینگ رفت و از زیگلر یک ضربه خورد و نقش بر زمین شد.